# Rottenmann
Rottenmann é um município da Áustria, situado no distrito de Liezen, no estado da Estíria. Tem 205,48 km² de área e sua população em 2019 foi estimada em 5.111 habitantes.